# قايد الحارثي
 قايد بن سالم بن سنان الحارثي  ويكنى بـ«أبو علي الحارثي» (توفي في 3 نوفمبر 2002) مواطن يمني كان جهاديا بتنظيم القاعدة ومشتبه به رئيس في عملية تفجير يو إس إس كول بخليج عدن  قٌتل بغارة أميركية بدون طيار قرب صنعاء هو ومواطن أميركي يدعى كامل درويش في وقت لم تعلن فيه الحكومة الأميركية لهذا الأسلوب في قتل المشتبهين بالإرهاب 